# Epitácio Pessoa Cavalcanti de Albuquerque
Epitácio Pessoa Cavalcanti de Albuquerque (Rio de Janeiro, 22 de junho de 1911 — Rio de Janeiro, 24 de agosto de 1951) foi um jornalista e político brasileiro, que foi senador pelo Estado da Paraíba.

## Biografia
Oriundo de uma família de políticos, era filho de João Pessoa Cavalcanti de Albuquerque, que foi Presidente da Paraíba de 1929 a 1930 e candidato derrotado à vice-presidência da República na chapa da Aliança Liberal, tendo sido assassinado em Recife em 26 de julho de 1930, o que contribuiu para a eclosão da Revolução de 1930, onde seus tios Aristarco Pessoa Cavalcanti de Albuquerque e José Pessoa Cavalcanti de Albuquerque tiveram papel importante. Era sobrinho-neto de Epitácio da Silva Pessoa, ex-presidente da República de 1919 a 1922. 
Conhecido como "Epitacinho", bacharelou-se na Faculdade Nacional de Direito, no Rio de Janeiro, em 1937. Antes disso, integrou destacamento militar que combateu a Revolução Constitucionalista de 1932.
Era amigo de Getúlio Vargas, mas apoiou a oposição na Paraíba entre 1935 e 1940, denunciando os desmandos da administração estadual. Escreveu também um libelo contra o interventor federal em São Paulo Ademar Pereira de Barros, usando o codinome de João Ramalho. Seu livro provocou a exoneração de Ademar de Barros por Getúlio Vargas.
Com o fim do Estado Novo, em 1945, filiou-se ao PTB, pelo qual elegeu-se suplente de senador da Paraíba nas eleições de 1945, com apoio da UDN.
Assumiu o mandato de senador temporariamente em novembro de 1950 e definitivamente, com a renúncia do titular (senador Adalberto Ribeiro), em março de 1951. Faleceu no exercício do mandato. Com sua morte, foram realizadas eleições suplementares em 1951 que elegeram Veloso Borges.